# 尉迟琳嘉
尉迟琳嘉（1982年7月7日—），河北石家庄人，毕业于河北大学工商学院。2004年，在中央电视台节目《挑战主持人》中，因九次蝉联擂主而走红。目前是凤凰卫视的主持人。

## 主持

### 曾主持节目
- 中央电视台 《健康星》
- 中央教育台 《青春嘉年华》
- 凤凰卫视 《金牌大猜想》
- 凤凰卫视 《纵横中国》
- 凤凰卫视 《倾倾百老汇》

### 现主持节目
- 《娱乐大风暴》
- 《娱乐新闻报道》
- 《笑逐言开》（由原《倾倾百老汇》改版而来）
- 《两天一夜 (中国版)》（第二季，东方卫视播出）
- 凤凰卫视各大晚会重要司仪
- 《四大名助》（东方卫视）

## 综艺节目
- 2014年《两天一夜(第二季)》

## 荣誉
- 获凤凰卫视2007年度最佳娱乐节目主持人奖。
- 获凤凰卫视2013年度最佳晚会主持人奖。

## 趣闻
由于尉迟琳嘉与凤凰卫视另一位主持竇文濤一样，来自于河北，而且同样毕业于石家庄一中，并且尉迟琳嘉一直视窦文涛为偶像恩师，因此被观众昵称为“小窦文涛”。
而在凤凰卫视节目中，王若麟、姜声扬、任韧、安东、尉迟琳嘉被称为凤凰卫视的五大帅哥级主播和主持人，颇受欢迎，拥有众多忠实观众和追随者，网友们为他们取了亲切的名字“凤凰五虎将”。

## 相关新闻
- 尉迟琳嘉： 别枝央视变“凤凰” （页面存档备份，存于） - 人民网
- 央视黑掉白马主持尉迟琳嘉？观众打抱不平 （页面存档备份，存于）